# La Calera (Michoacán)
La Calera es una localidad del estado mexicano de Michoacán. Es parte del municipio de José Sixto Verduzco.

## Demografía
| Gráfica de evolución demográfica |
|                                  |

| Censo | Población |
| ----- | --------- |
| 1900  | 413       |
| 1910  | 347       |
| 1921  | 355       |
| 1930  | 431       |
| 1940  | 500       |
| 1950  | 630       |
| 1960  | 783       |
| 1970  | 996       |
| 1980  | 1258      |
| 1990  | 1614      |
| 2000  | 1523      |
| 2010  | 1302      |
| 2020  | 1478      |